# Рачеевский сельсовет
Раче́евский сельсовет — упразднённые административно-территориальная единица и муниципальное образование со статусом сельского поселения в составе Целинного района Курганской области.
Административный центр — село Рачеевка.
Законом Курганской области от 29.06.2021 № 73 к 9 июля 2021 года сельсовет упразднён в связи с преобразованием муниципального района в муниципальный округ.

## История
В соответствии с Законом Курганской области от 6 июля 2004 года № 419 сельсовет наделён статусом сельского поселения.

## Население
| 1989 | 2002 | 2004 | 2010 | 2012 | 2013 | 2014 |
| ---- | ---- | ---- | ---- | ---- | ---- | ---- |
| 487  | ↘464 | ↗488 | ↘294 | ↘289 | ↘268 | ↘263 |
| 2015 | 2016 | 2017 | 2018 | 2019 | 2020 |      |
| ↘259 | ↘251 | ↘244 | ↘223 | ↘210 | ↗216 |      |

## Состав сельского поселения
| № | Населённый пункт | Тип населённого пункта       | Население |
| - | ---------------- | ---------------------------- | --------- |
| 1 | Исаково          | деревня                      | ↘11       |
| 2 | Рачеевка         | село, административный центр | ↘283      |